# Espoonlahti-Saunalahti
Espoonlahti-Saunalahti este o arie protejată (arie specială de conservare — SAC, sit de importanță comunitară — SCI) din Finlanda întinsă pe o suprafață de 223 ha, integral pe uscat.

## Localizare
Centrul sitului Espoonlahti-Saunalahti este situat la coordonatele 60°10′04″N 24°33′50″E / 60.1678°N 24.5639°E.

## Înființare
Situl Espoonlahti-Saunalahti a fost declarat sit de importanță comunitară în august 1998 pentru a proteja 1 specie de plante și 1 specie de animale. Situl a fost protejat și ca arie specială de conservare în aprilie 2015.

## Biodiversitate
Situată în ecoregiunea boreală, aria protejată conține 7 habitate naturale: Lagune de coastă, Golfuri mici largi și golfuri puțin adânci, Pășuni de coastă din Baltica boreală, Liziere de ierburi înalte hidrofile de câmpie și de nivel montan până la alpin, Păduri caducifoliate bătrâne naturale hemiboreale fino-scandinave (Quercus, Tilia, Acer, Fraxinus sau Ulmus) bogate în specii epifite, Păduri fino-scandinave bogate în ierburi cu Picea abies, Pășuni din zone de pădure fino-scandinave.
La baza desemnării sitului se află mai multe specii protejate:
- plante (1): mușchi (Dicranum viride)
- nevertebrate (1): Macroplea pubipennis

Pe lângă speciile protejate, pe teritoriul sitului au mai fost identificate 1 specie de plante, 2 specii de păsări, 4 specii de nevertebrate, 1 specie de pești.